# حسن ادهوهام
حسن ادهوهام (انگلیسی: Hassan Adhuham؛ زادهٔ ۸ ژانویهٔ ۱۹۹۰) بازیکن فوتبال اهل مالدیو است.
وی همچنین در تیم‌های ملی فوتبال مالدیو و زیر ۲۳ سال مالدیو بازی کرده است.